# معركة كامديش
اندلعت معركة كامديش خلال الحرب في أفغانستان. حدث ذلك في الثالث من أكتوبر 2009، عندما هاجم 300 فرد من حركة طالبان قاعدة كيتنغ الحربية الأمريكية بالقرب من مدينة كامديش في مقاطعة نورستان في شرق أفغانستان. كان الهجوم أحد أكثر المعارك الدموية التي خاضتها القوات الأميركية منذ معركة وانات في يوليو 2008، والتي نشبت على بعد 20 ميلًا (32 كم) من كامديش. أسفر الهجوم على قاعدة كيتنغ الحربية عن مقتل 8 أمريكيين وإصابة 27 آخرين بينما تكبدت حركة طالبان مقتل نحو 150 شخصًا.
أسفرت المعركة عن اجتياح جزئي لقاعدة كيتنغ الحربية وتدميرها تقريبًا. هوجمت قاعدة فريتشا في الوقت ذاته، ما أدى إلى إعاقة توفير الدعم أثناء الهجوم. انسحبت قوات التحالف من القاعدة بعد بدء المعركة بقليل. جرى التخطيط لانسحاب متعمد قبل وقت من بدء المعركة، وكان إتمام الانسحاب جزءًا من جهد أوسع بذله القائد الأعلى في أفغانستان، الجنرال ستانلي ماكريستال ألين، للتنازل عن البؤر الاستيطانية النائية وتوحيد القوات في المناطق الأكثر سكانًا لحماية المدنيين الأفغان بشكل أفضل. أعلن الأمريكيون عن اغلاق القاعدة وغادروا بسرعة حتى أنهم لم يأخذوا جميع ذخائرهم المخزنة. نهب المتمردون على الفور مستودع القاعدة وقصفته الطائرات الأمريكية في محاولة لتدمير الذخائر الفتاكة التي خلفوها وراءهم. 
بعد إجراء تحقيق، اتُخذت إجراءات تأديبية بحق أربعة ضباط في التسلسل القيادي بسبب فشلهم في تقديم الدعم الكافي للقاعدة. حصل ثمانية طيارين على جائزة صليب الطيران الفخري لمساعدتهم في الدفاع عن القاعدة. مُنح الرقيب كلينتون روميشا ورئيس الرقباء تاي كارتر وسام الشرف لما بذلوه أثناء المعركة.

## خلفية

### أصول مقاطعة كامديش
في عام 2006، حدد قادة الحلفاء كامديش منطقة أساسية لإعاقة وصول الميليشيات المناهضة للتحالف إلى خطوط الإمداد الممتدة من باكستان القريبة وإليها. تعتمد هذه الاستراتيجية على بسط سيطرة الحكومة عن طريق بناء قواعد فريق تعمير المقاطعات والحفاظ عليها. كان الحلفاء يأملون في توسيع هذه القواعد لتصل نورستان، إحدى المقاطعات الشرقية النائية والمعزولة في أفغانستان، ليثبتوا مصداقية الحكومة وسلطتها لجميع السكان الأفغان. مثلت هذه المقاطعات عنصرًا رئيسيًا في الاستراتيجية الأمريكية لمكافحة التمرد.
لاحظ العقيد جون دبليو. نيكلسون جونيور، قائد الفريق القتالي للواء المشاة الثالث التابع للفرقة الجبلية العاشرة أن كامديش تقع في نقطة تقارب فيها ثلاثة من منظومات الأودية من الحدود الباكستانية في الشمال. اعتقد نيكلسون وضباط من قيادته أنه يمكن وقف معظم تدفق الأسلحة والقوات من باكستان في كامديش. كان غول محمد خان، مدير حكومة مقاطعة كامديش، يقطن عند تقاطع نهري لاندي سين وداريا يي كوشتوز. مثّلت هذه التقاطعات في الوديان والطرق مقترنة بالقيادة السياسية في المنطقة مصدر إلهام في تحديد موقع جمهورية كوريا الشعبية النورستانية.
أوصى حاكم مقاطعة نورستان تميم نورستاني بشدة على إنشاء قاعدة لفريق إعمار مقاطعة نورستان. في 20 يوليو 2006، وفي تمام الساعة الثانية صباحًا، هبطت جميع سرايا تشيروكي وفصيلة واحدة من قوات إيبل، وهي حامية 3-71 العسكرية، في طائرتين من نوع تشينوكس على منطقة هبوط وارهايت، وهو حقل ذرة يقع على منطقة بالقرب من كامديش، بقيادة العقيد هوارد لحراسة المنطقة. شيّد فرسان الحامية 3-71، الفرقة الجبلية العاشرة المخيم (للاستطلاع والمراقبة وحيازة الأهداف) في صيف عام 2006، وكان المخيم مأهولًا بعناصر قوات إيبل حتى يونيو 2007.
لم تحتل أي قوات رسمية تابعة للولايات المتحدة المنطقة قبل استيلاء سلاح الفرسان 3-71 عليها، على الرغم من أن قوات العمليات الخاصة عملت في المنطقة ضمن نطاق محدود جدًا. شُيّد المخيم في بادئ الأمر ليكون فريقًا لإعادة إعمار المقاطعات، وسُمي بفريق إعادة إعمار مقاطعة كامديش، إلا أنه نظرًا لارتفاع نسبة المعارك والقتال في المنطقة، بقي المخيم قاعدة لإطلاق النار بدلًا من قاعدة إعادة إعمار مقاطعات. في ديسمبر 2006، أُعيد تسمية المخيم بمعسكر كيتينغ بعد وفاة القائد التنفيذي لشعبة القوة 3-71 من سلاح الفرسان للفرقة الجبلية العاشرة، بنيامين كيتينغ، الذي توفي في 26 نوفمبر 2006 أثناء خوضه عمليات قتالية جنوب المخيم. أنجز فرسان الفرقة العديد من المهام القتالية الناجحة في المنطقة المحيطة بالمخيم وصدوا هجمات مختلفة على القاعدة.

### تضاريس المنطقة
تقع قرية كامديش ومعظم نورستان في هندو كوش. تتألف المنطقة من سلسلة جبال عالية تتميز بمنحدرات شديدة الانحدار من صخور الجرانيت الهائلة يفصلها أنهار سريعة الحركة في أودية ضيقة عميقة. يتسم مناخ المنطقة بأن صيفها حار، ويُعتبر الصيف فصل الرياح الموسمية، بينما يتميز شتاء المنطقة بالبرودة الناتجة من الجليد والثلوج التي تمتد إلى أسفل الوديان. إن الجمع بين الطقس المتقلب والجبال الوعرة يجعل أي نوع من السفر والحياة عمومًا أمرًا صعبًا ويشكل تحديًا كبيرًا. تأثرت العمليات العسكرية الأمريكية في كامديش بمجرد أن بدأت الوحدات بالتجمع للانتشار في المنطقة. بدأت عملية الضربة العميقة في 5 مايو 2006. كان ذلك إعادة انتشار للقوات من وادي كوكاي وكورانغال إلى كامديش. عُرفت منطقة الانتشال للفصيلة الثانية من قوات إيبل باسم بّي زي ريدز، وتقع على جانب جبل يبلغ طوله 8 آلاف قدم. أُطلق على المنطقة اسم «مرتفعات النوبة القلبية» نظرًا لانحدارها الشديد وامتلاءها بالعقبات الخطيرة على الطائرات التي تحلق بارتفاع منخفض.
أثناء محاولة إتمام عملية الانتشال، تحطمت مروحية نقل من طراز تشينوك في الظلام في تمام الساعة 10:09 مساءً عندما اصطدم المحرك الخلفي للمروحية بشجرة، ما أدى إلى انزلاقها إلى أسفل المنحدر وفوق الهاوية، واندلعت النيران نتيجة انفجار المروحية وأدت إلى مقتل جميع الطاقم والركاب الذين كانوا على متنها. بقي عناصر من الفصيلة الثانية من قوات فرقة إيبل 3-71 في منطقة بّي زي ريدز بعد حادث التحطم وعملوا بلا كلل على انتشال جثث رفاقهم العشرة وتدمير المعدات الحساسة في الحطام.